# 姫路市立白鷺中学校
姫路市立白鷺中学校（ひめじしりつ はくろちゅうがっこう）は、兵庫県姫路市にあった公立中学校。2018年、白鷺小学校と統合し、義務教育学校である姫路市立白鷺小中学校への移行により閉校した。
姫路市街中心部に近く、北東には姫路城もある。2009年（平成21年）4月に、校区内の城南小学校と城巽小学校を統合し開校した白鷺小学校とともに、学習指導要領に準じた上で、児童生徒の発達段階や学びの段階を重視し、義務教育9年間を前期4年、中期3年、後期2年に区分し、特に中期を重視した指導を行なった。
隣接した校舎を渡り廊下でつなぎ一体化した施設を生かし、小中学校教職員による相互乗入授業や小中学生の合同勉強会、合同行事を開催するなど、姫路市小中一貫教育推進モデル校として魅力ある教育活動を展開していた。

## 沿革
戦後の学制改革により姫路市が設置した新制中学校14校のうちのひとつである。1947年3月の姫路市新学制実施準備協議会の第1回会合では城南・城巽校区に設置する「第四中学校」の原案が示され、4月2日の第2回会合ではこれを「白鷺中学校」と改めた。14校のうち閉校となったのは本校のみである。
- 1947年（昭和22年）
  - 4月7日 - 校名決定。
  - 5月10日 - 姫路市立白鷺中学校開校式。姫路城三の丸の元歩兵第10連隊兵舎跡を東光中とともに仮校舎とした。
  - 9月1日 - 校章制定。
- 1948年（昭和23年）7月12日 - 校歌制定。
- 1951年（昭和26年）1月17日 - 新校地として本町68番地の軍用地（歩兵111連隊及び54師団通信隊）を買収。
- 2009年（平成21年）4月 - 隣接する姫路市立白鷺小学校とともに、姫路市小中一貫教育推進モデル校として小中一貫教育を開始。
- 2018年（平成30年）
  - 3月 - 姫路市立白鷺小学校と統合により閉校
  - 4月 - 義務教育学校である姫路市立白鷺小中学校開校

## 学校経営方針
～夢抱き　未来に輝く　白鷺っ子～
- 小中一貫教育を通して、児童生徒の発達と学習の連続性を重視した教育を実践し、一人一人の自己実現をめざします。
- 小中学校の全教職員の協働体制を確立するとともに、地域社会が一体となった学校づくりをめざします。
- 全ての教育活動の核に「学力」「安全」「人権」をおきます。

## 学校教育目標
確かな学力を基盤とした総合的な人間力の育成
- 重点目標

～理数教育の充実～
- 理数的思考力
- 科学的問題解決力
- 情報活用力
- コミュニケーション力

## 校区
- 姫路城
- 好古園
- 大手前公園
- 大手前通り
- 姫路市立白鷺小学校

## 交通アクセス
- 西日本旅客鉄道（JR西日本） 姫路駅から北へ800m。
- 山陽電気鉄道 山陽姫路駅から北へ700m。
- 神姫バス 姫路城大手門前バス停から西へ200m。

## 主な出身者
- 渡海紀三朗（衆議院議員）
- 美木良介（俳優・歌手）
- 眞鍋政義（バレーボール指導者・全日本女子監督）
- Dr.Tommy（音楽プロデューサー）